# Rejon Şərur
Rejon Şərur (azer. Şərur rayonu) – rejon w Azerbejdżanie, w Nachiczewańskiej Republice Autonomicznej.
Rejon od północy i wschodu graniczy z Armenią, od południowego wschodu i południa z rejonem Kəngərli, od południowego zachodu i zachodu z Iranem.